# Galearis huanglongensis
Galearis huanglongensis är en orkidéart som beskrevs av Q.W.Meng och Yi Bo Luo. Galearis huanglongensis ingår i släktet Galearis och familjen orkidéer. Inga underarter finns listade i Catalogue of Life.